# Andrius Gudžius
Andrius Gudžius (Kaunas, 14 de fevereiro de 1991) é um atleta lituano, campeão mundial do lançamento de disco. 
Foi medalha de ouro no Campeonato Mundial de Atletismo de 2017, em Londres, derrotando o futuro campeão olímpico e bicampeão mundial Daniel Stahl por apenas 2 cm. Além de campeão mundial júnior em  Mocton 2010 e campeão europeu em Berlim 2018, ele tem mais uma medalha de bronze em Mundial, conquistada em Eugene 2022.